# Cylindrotoma distinctissima
Cylindrotoma distinctissima is een tweevleugelige uit de familie buismuggen (Cylindrotomidae). De soort komt voor in het Palearctisch gebied.
Hij heeft de volgende kenmerken:
- Antennes overwegend geel. Vanaf de diskaalcel lopen drie aders naar de vleugeltop.
- Het achterlijf is meestal donker gekleurd